# Måns Wadensjö
Måns Jakob Stig Wadensjö, född 14 november 1988 i Solna, är en svensk författare.
Wadensjö studerade vid skrivarlinjen på Biskops-Arnös folkhögskola. Under hans tid där fick skolan besök av författaren Steve Sem-Sandberg, vars ord "romanen kan innehålla allt vad den kan svälja" blev ett viktigt råd för Wadensjö. Wadensjö har även kallat Lotta Lotass för en av sina favoritförfattare.
Han debuterade med Förlossningen, en roman som skildrar arbetet på en förlossningsavdelning. Romanen tar avstamp i Wadensjös egna arbetslivserfarenhet av att ha jobbat på förlossningsavdelningen på Danderyds sjukhus. För boken tilldelades han Katapultpriset 2010 och Carl-Johan Vallgrens litteraturpris till yngre författare 2011.
I september 2011 utkom Wadensjös andra roman, ABC-staden, som handlar om mönsterförorten Vällingbys framväxt. Boken följer även en ung mans liv i denna förort under 2000-talet, Samma år tilldelades han Stipendium ur Gerard Bonniers donationsfond, där prissumman var 50 000 kronor.
I april 2016 publicerades Wadensjös tredje roman, Människor i Solna, som är en uppväxtskildring och kollektivroman och utspelar sig i Stockholmsförorten Solna under några år på nittiotalet. 2017 belönades han med Samfundet de Nios Julpris.
Wadensjös fjärde roman, Monopolet, utkom i januari 2019. Återigen står arbetsplatsen i fokus, med Systembolaget som scen.

## Priser och utmärkelser
- 2010 – Katapultpriset för Förlossningen[12]
- 2011 – Carl-Johan Vallgrens litteraturpris till yngre författare[13]
- 2011 – Stipendium ur Gerard Bonniers donationsfond[14]
- 2017 – Samfundet De Nios Julpris
- 2019 – Bernspriset[15]